# BYD Atto 3
Der BYD Atto 3 (in China BYD Yuan Plus) ist ein batterieelektrisch angetriebenes Kompakt-SUV des chinesischen Automobilherstellers BYD Auto.

## Geschichte
Erste Bilder des Fahrzeugs wurden im Juli 2021 gezeigt. Die Öffentlichkeitspremiere erfolgte im August 2021 auf der Chengdu Auto Show. Auf dem chinesischen Heimatmarkt wird der Yuan Plus seit Februar 2022 verkauft. Zeitgleich kam die Baureihe auch in Australien auf den Markt. Außerdem wurde die Markteinführung auf weiteren Märkten angekündigt. Im August 2022 gab der Hersteller bekannt, dass der Atto 3 neben dem Tang und dem Han auch in Europa vermarktet werden soll. Auf dem Pariser Autosalon im Oktober 2022 wurde dann die Modellpalette für Europa präsentiert. In Deutschland wurde der erste Ausstellungsraum schließlich im Januar 2023 in Köln eröffnet. Zudem wird der Atto 3 in größeren Mengen vom Autovermieter Sixt eingesetzt. Eine überarbeitete Version der Baureihe stellte BYD im Februar 2025 vor. Sie kam zunächst im März 2025 in China in den Handel.

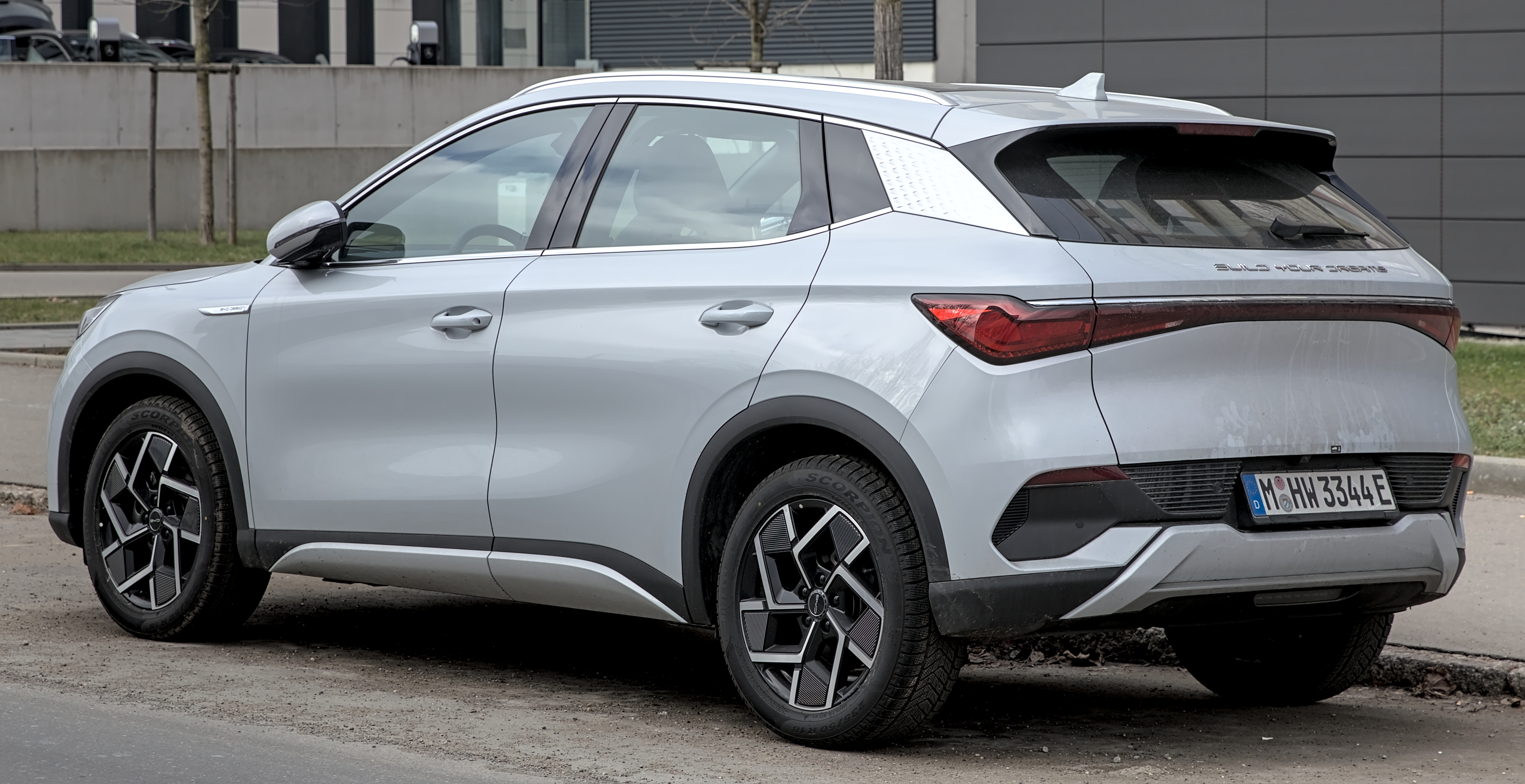
Heckansicht
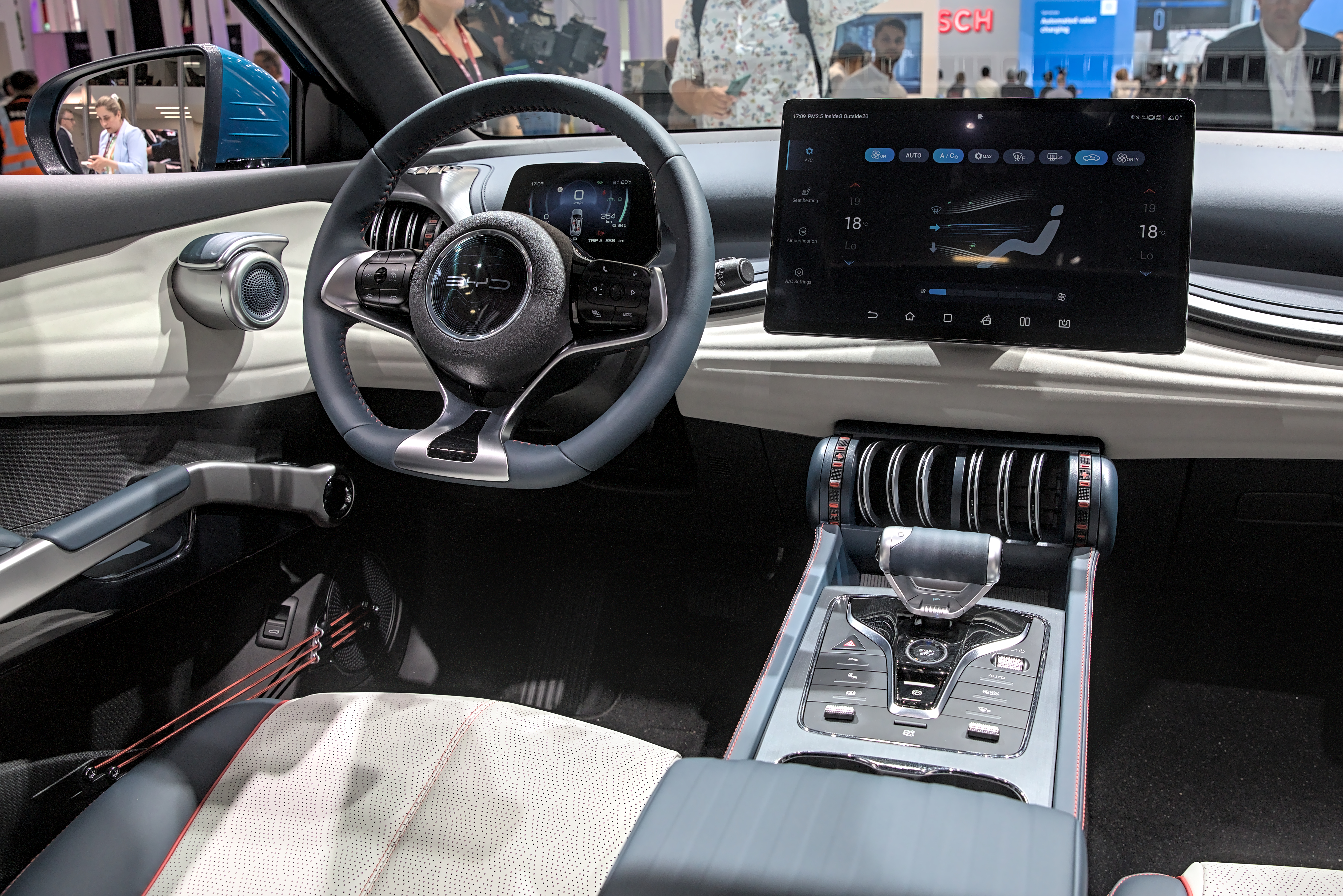
Innenansicht
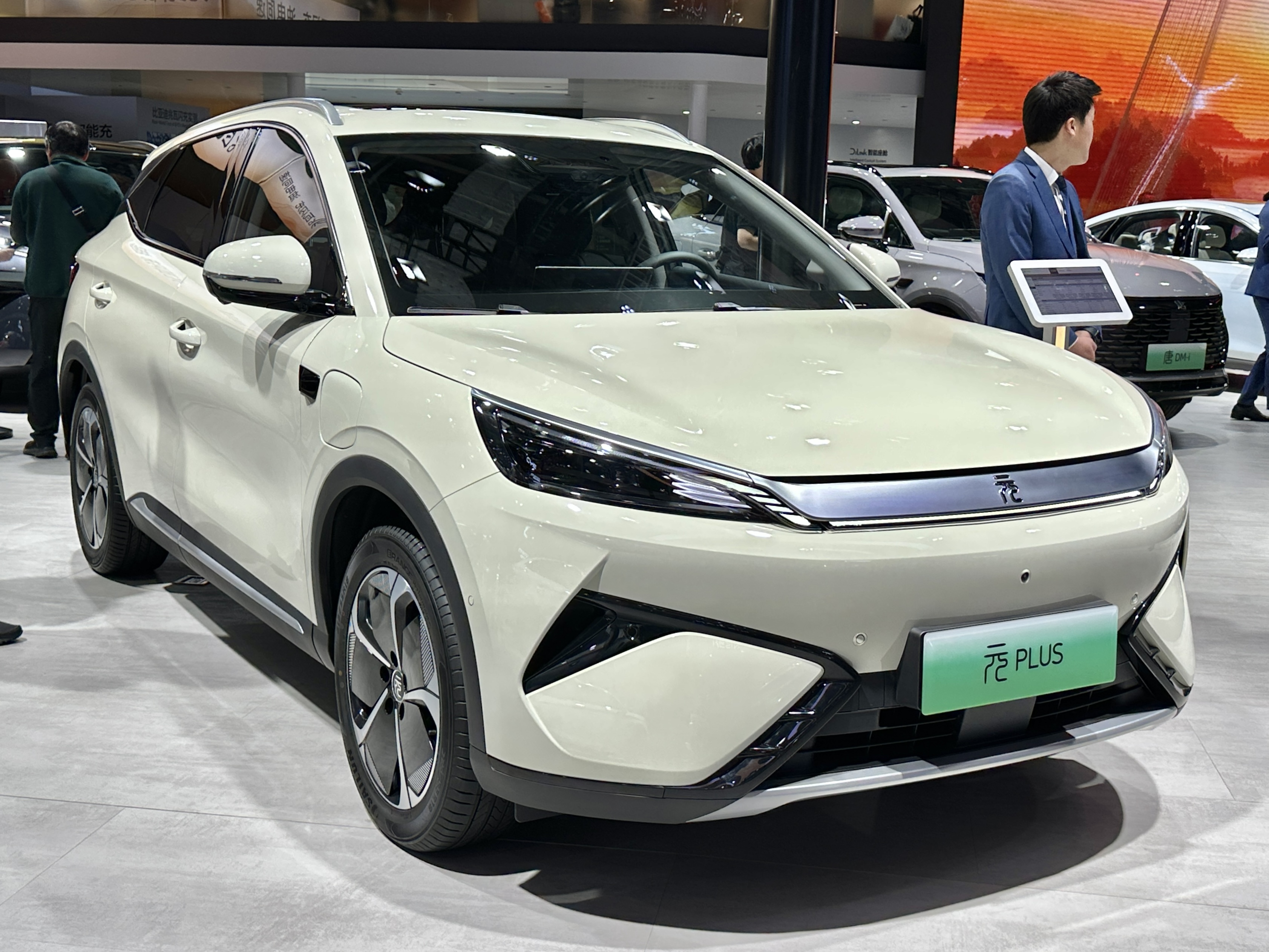
BYD Yuan Plus (seit 2025)
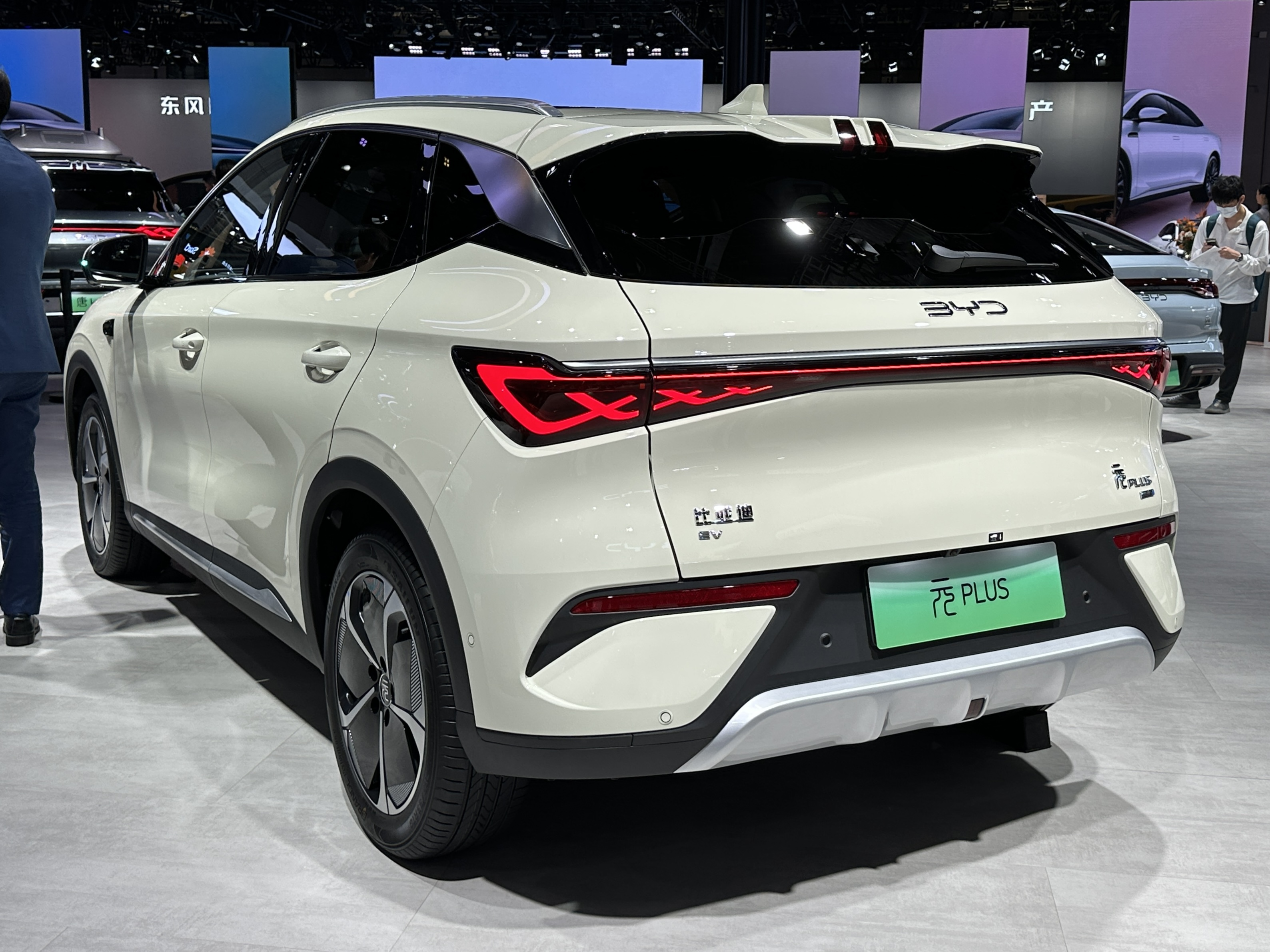
Heckansicht

## Sicherheit
Im Herbst 2022 wurde der Atto 3 vom Euro NCAP auf die Fahrzeugsicherheit getestet. Er erhielt fünf von fünf möglichen Sternen.

## Technik
Das Fahrzeug basiert auf der vom Hersteller als „e-Platform 3.0“ genannten Elektroauto-Architektur. Angetrieben wird das 4,46 Meter lange Fahrzeug von einem Permanentmagnet-Synchronmotor mit einer maximalen Leistung von 150 kW (204 PS). Die Höchstgeschwindigkeit gibt BYD mit 160 km/h an, die Beschleunigung auf 100 km/h soll in 7,3 Sekunden erfolgen. Als Energiespeicher wird ein Lithium-Eisenphosphat-Akkumulator mit einem Energieinhalt von rund 50 oder 60 kWh verbaut. Er wird vom Hersteller auch als „Blade-Batterie“ bezeichnet. In Europa ist nur der größere Akku erhältlich. Dessen Reichweite wird mit 420 km nach WLTP angegeben. Die maximale Ladeleistung des Fahrzeugs beträgt 88 kW. Damit soll der Akku unter optimalen Bedingungen in 44 Minuten von 10 auf 80 Prozent geladen werden können.
|                                       | Yuan Plus                               | Yuan Plus 1                             |
| ------------------------------------- | --------------------------------------- | --------------------------------------- |
| Bauzeitraum                           | seit 02/2022                            | seit 02/2022                            |
| Motorkenndaten                        |                                         |                                         |
| Motorart                              | Permanentmagnet-Synchronmotor           | Permanentmagnet-Synchronmotor           |
| max. Leistung bei min−1               | 150 kW (204 PS) / 5000–8000 2           | 150 kW (204 PS) / 5000–8000 2           |
| max. Drehmoment bei min−1             | 310 Nm / 0–4433 2                       | 310 Nm / 0–4433 2                       |
| Kraftübertragung                      |                                         |                                         |
| Antrieb                               | Vorderradantrieb                        | Vorderradantrieb                        |
| Getriebe                              | Eingang-Reduktionsgetriebe              | Eingang-Reduktionsgetriebe              |
| Antriebsbatterie                      |                                         |                                         |
| Zellchemie                            | Lithium-Eisenphosphat-Akkumulator (LFP) | Lithium-Eisenphosphat-Akkumulator (LFP) |
| Energieinhalt                         | 49,92 kWh                               | 60,48 kWh                               |
| Messwerte                             |                                         |                                         |
| Höchstgeschwindigkeit                 | 160 km/h                                | 160 km/h                                |
| Beschleunigung, 0–100 km/h            | 7,3 s                                   | 7,3 s                                   |
| Energieverbrauch auf 100 km nach WLTP | k. A.                                   | 16,0 kWh                                |
| Reichweite nach WLTP                  | 345 km                                  | 420 km                                  |
| Reichweite nach CLTC                  | 430 km                                  | 510 km                                  |

Fußnote

## Verkaufszahlen

### Weltweit
2023 wurde der BYD Atto 3 weltweit 418.994 mal verkauft.
|  |

|  |

|  |

|  |

|  |

|  |

|  |

|  |

|  |

|  |

|  |

|  |

|  |

|  |

|  |

|  |

|  |

|  |

|  |

|  |

|  |

|  |

|  |

|  |

|  |

|  |

|  |

|  |

|  |

|  |

|  |

|  |

|  | Atto 3 (620.738) |

|  | Atto 3 (620.738) |

### Zulassungszahlen in Deutschland
Seit dem Marktstart 2022 bis einschließlich Juni 2025 sind in der Bundesrepublik Deutschland insgesamt 5.586 Atto 3 neu zugelassen worden.
|  |

|  |

|  |

|  |

|  |

|  |

|  |

|  |

|  |

|  |

|  |

|  |

|  |

|  |

|  |

|  |

|  |

|  |

|  |

|  |

|  |

|  |

|  |

|  |

|  |

|  |

|  |

|  |

|  |

|  |

|  |

|  |

|  |

|  |

|  |

|  |

|  |

|  |

|  |

|  |

|  |

|  |

|  |

|  |

|  |

|  |

|  |

|  |

|  |

|  |

|  |

|  |

|  |

|  |

|  |

|  |

|  |

|  |

|  |

|  |

|  |

|  |

|  |

|  |

|  | Elektro (5.586) |

|  | Elektro (5.586) |